# Казири, Мигель
Мигель Казири (исп. Miguel Casiri, 1710—1791) — испанский востоковед сирийского происхождения (из маронитов).
Учился в Риме, там же преподавал семитские языки. С 1748 г. в Испании, работал в Королевской библиотеке в Мадриде. С 1768 г. до самой смерти — главный библиотекарь библиотеки Эскориала. Основной труд Казири — каталог имевшихся в этой библиотеке арабских манускриптов (лат. «Bibliotheca Arabico-Hispana Escurialensis», 1760—1770), в котором не только описывается и классифицируется по темам около 1800 письменных памятников, но и цитируется ряд арабских исторических и географических сочинений, содержащих ценные сведения по истории Реконкисты.